# アレッサンドロ・モモ
アレッサンドロ・モモ (Alessandro Momo, 1956年11月26日 - 1974年11月19日) は、イタリア・ローマ出身の俳優・子役。

## 来歴
1969年に｢La scoperta｣で映画デビュー。その後、いくつかの作品で小さな役を演じ、73年に『青い体験』で男所帯にやって来たお手伝いの女性に愛情を抱きちょっかいを出す少年ニノを演じ、一躍注目される。
『青い体験』の監督であるサルヴァトーレ・サンペリ、ヒロイン役で共演したラウラ・アントネッリとのコラボレーションで、翌年には『続・青い体験』(｢Peccato veniale｣)も製作された。『青い体験』での演技が若者の人気を集め、青春スターとして売り出そうとした矢先の74年の11月19日に自身の運転していたオートバイと自動車の衝突事故に遭い、17歳という若さで急死。事故の遭った日は、彼の18歳の誕生日の1週間前であった。事故に遭う数週間前に撮影されたヴィットリオ・ガスマン共演のディーノ・リージ監督作『女の香り』が遺作となった。

## フィルモグラフィー
| 製作年 | 邦題 原題                                                    | 役名     | 備考 |
| ------ | ------------------------------------------------------------ | -------- | ---- |
| 1973   | 青い体験 Malizia                                             | ニノ     |      |
| 1973   | 傷だらけの刑事(でか) La polizia è al servizio del cittadino? | ミケーレ |      |
| 1974   | 続・青い体験 Peccato veniale                                 | サンドロ |      |
| 1974   | 女の香り Profumo di donna                                    | チッチオ |      |